# Умберто де Араужо Беневенуто
Умбе́рто де Арау́жо Беневену́то (нар. 4 серпня 1903, Ріо-де-Жанейро — пом. ?) — бразильський футболіст, півзахисник збірної Бразилії на чемпіонаті світу 1930. За 14 років кар'єри змінив чимало клубів, не затримуючись у жодному довше ніж на 1 рік.